# 处决萨迪克·哈米德·舒瓦赫迪
萨迪克·哈米德·舒瓦赫迪（约1954年-1984年）是一位利比亚学生、航空工程师，在利比亚城市班加西的一座篮球馆接受作秀公审后被处决。利比亚国家电视台直播了审判过程。舒瓦赫迪在受审的三个月前刚从美国修学归来，之后开始抗议卡扎菲政權。
舒瓦赫迪在机场工作期间加入了抗议卡扎菲的朋友们之列。利比亚警方后来在其家中将其逮捕；他在几个月后被处决。舒瓦赫迪的家人始终未能领取到他的尸体；去到他家悼念的人也遭到暴力威胁。舒瓦赫迪死后，他的家族成员们也都很难找到工作，也很难进入高校学习。